# Spirale hyperbolique

Les deux branches d'une spirale hyperbolique de paramètre m=1

Une spirale hyperbolique, ou spirale réciproque, est une courbe plane dont  une équation polaire dans le repère (O, u) est :
{\displaystyle \rho ={\frac {m}{\theta }}.}
Elle est étudiée dès 1696 par le père jésuite Pierre Nicolas, puis par Pierre Varignon en 1704. Elle est citée par Jean Bernoulli en 1710  et par Roger Cotes en 1722 quand ils étudient les mouvements à force centrale inversement proportionnelle au cube de la distance.  La spirale hyperbolique est en effet un cas particulier de spirale de Cotes.

## Propriétés géométriques
La courbe est constituée de deux branches symétriques l'une de l'autre par une symétrie d'axe (O,v). Elle possède une droite asymptote d'équation polaire {\displaystyle \rho ={\frac {m}{\sin \theta }}} (droite parallèle à (O, u) et à une distance m du pôle O) et a pour point asymptote le pôle O.
C'est une courbe transcendante.
C'est une courbe à sous-tangente polaire constante. Plus précisément, si T est le point d'intersection de la tangente en M avec la droite perpendiculaire à OM passant par O, quel que soit le point M, on a OT = m. Cette propriété est caractéristique des spirales hyperboliques.
Son rayon de courbure est ,:
{\displaystyle R=m{\frac {\left(1+\theta ^{2}\right)^{\frac {3}{2}}}{\theta ^{4}}}=\rho {\frac {(m^{2}+\rho ^{2})^{\frac {3}{2}}}{m^{3}}}={\frac {MN^{3}}{ON\times OT}}}
où T et N sont les points d'intersection de la perpendiculaire à (OM) avec la tangente et la normale à la courbe en M.

Construction du centre de courbure de la spirale hyperbolique

Cette propriété permet à Franck Balitrand de proposer une construction du centre de courbure : en considérant le point d'intersection ω de la parallèle à la normale passant par T et de la perpendiculaire au rayon (OM) passant par M, la droite (Oω) rencontre la normale à la courbe en son centre de courbure.
Son abscisse curviligne s vérifie:
{\displaystyle {\frac {\mathrm {d} s}{\mathrm {d} \theta }}={\frac {m}{\theta ^{2}}}{\sqrt {1+\theta ^{2}}}}
La longueur d'un arc de courbe entre deux points M1 et M2 situés sur la même branche est donnée par la formule :
{\displaystyle L=g(M_{2}T_{2})-g(M_{1}T_{1})}
où les points Ti sont définis comme précédemment et où la fonction g est définie par :
{\displaystyle g(t)=t+{\frac {3}{2}}\ln \left({\frac {t-m}{t+m}}\right)}
La spirale s'enroule donc autour de son pôle selon une spirale de longueur infinie.
L'aire balayée par un rayon entre les points M1 et M2 est donnée par la formule :
{\displaystyle A={\frac {1}{2}}m(\rho _{1}-\rho _{2})}

## Relations avec d'autres courbes

Sur ces pistes circulaires, tous les parcours en bleu ont même longueur.

Pour tout  θ, on a ρθ = m. Cette égalité est à rapprocher de l'égalité sur les coordonnées cartésiennes xy = m qui caractérise l'hyperbole. C'est la raison pour laquelle cette courbe est appelée «spirale hyperbolique». On peut traduire cette propriété géométriquement en appelant AM, le point d'intersection du cercle de centre O passant par M avec la demi-droite [O, u) et en remarquant que la longueur de l'arc AMM est constant. Les points de départ des coureurs placés sur des pistes circulaires concentriques, doivent être placés sur une spirale hyperbolique si ceux-ci doivent tous parcourir la même distance avant de franchir la ligne d'arrivée. 

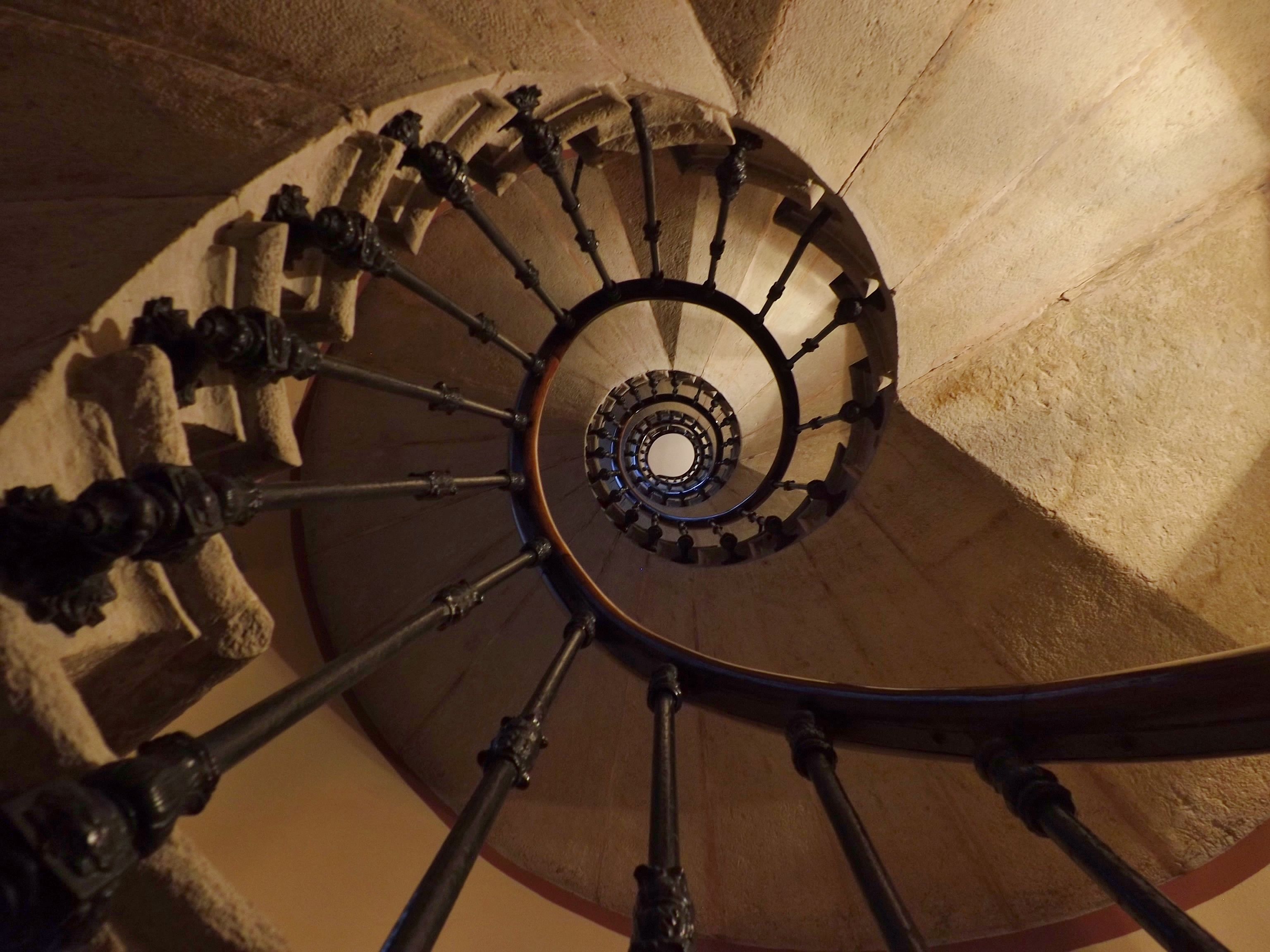
Un escalier à vis en perspective dessine une portion de spirale hyperbolique.

La spirale hyperbolique est l'image par une inversion, de pôle O et de cercle de rayon m, de la spirale d'Archimède d'équation polaire  ρ = mθ.
La spirale hyperbolique est la projection conique d'une hélice circulaire. Plus exactement : si (Γ) est une hélice circulaire de rayon R, si C est un point de l'axe de l'hélice et (p) un plan perpendiculaire à l'axe de l'hélice et à une distance d du point C, alors la projection conique de centre C sur le plan (p) envoie l'hélice sur la spirale hyperbolique de paramètre m = R/d. Ainsi un escalier en colimaçon vu de l'axe de l'escalier se développe comme une spirale hyperbolique.
Sa podaire par rapport au pole est la spirale tractrice (tractoire du cercle pour un longueur l égale au rayon).

La spirale hyperbolique (rouge) est la polaire de la développante du cercle (bleu).

Elle est elle-même la polaire de la développante du cercle.
Lorsqu'elle roule sur une ligne droite, son pôle décrit une tractrice.